# Wigginsia stegmannii
Wigginsia stegmannii là một loài thực vật có hoa trong họ Cactaceae. Loài này được (Backeb.) D.M. Porter miêu tả khoa học đầu tiên năm 1964.